# بحر لغرية

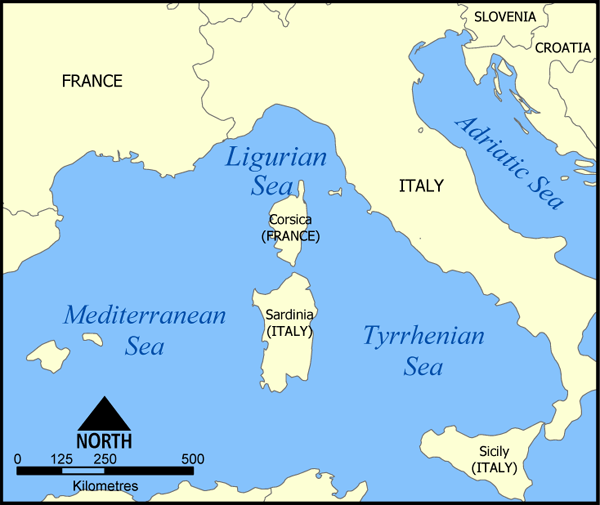
البحر الليغوري

بحر لِغُريَة أو البحر الليغوري (بالإيطالية: Mar Ligure)‏ يسمى الليغوري نسبة لمقاطعة لغرية شمال إيطاليا وهو جزء من البحر الأبيض المتوسط تطل عليه كل من فرنسا وإيطاليا وموناكو.

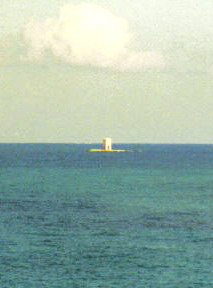
صورة مقابل ساحل جنوة